# Calea ferată Jebel–Giera
Calea ferată Jebel-Giera este o magistrală secundară de cale ferată (magistrala CFR 921) care leagă localitatea Jebel, Timiș, de localitatea Giera.

## Istorie
Primul segment, de 8 km, de la Jebel la Ciacova, a fost dat în folosință la data de 7 august 1893.